# Aristolochia oblongifolia
Aristolochia oblongifolia är en piprankeväxtart som beskrevs av T. S. Brandegee. Aristolochia oblongifolia ingår i släktet piprankor, och familjen piprankeväxter. Inga underarter finns listade i Catalogue of Life.